# Тарік Ібрагімагич
Тарік Ібрагімагич (дан. Tarik Ibrahimagic, нар. 23 січня 2001, Оденсе) — данський футболіст боснійського походження, півзахисник ісландського клубу «Вікінгур». Виступав також за низку данських і закордонних клубів.

## Клубна кар'єра
Тарік Ібрагімагич народився 2001 року в місті Оденсе. займався в юнацьких командах футбольних клубів ОКС та «Оденсе». У 2020 році Ібрагімагич розпочав грати за першу команду клубу «Оденсе», в якій грав до 2022 року, взявши участь у 7 матчах чемпіонату. Протягом 2022—2023 років футболіст грав у складі клубу «Нествед». У 2023 році данський півзахисник перейшов до складу ісландського клубу «Вестрі», в якому грав до 2024 року. З 2024 року Ібрагімагич грає у складі іншого ісландського клубу «Вікінгур».

## Виступи за збірну
У 2019 році Тарік Ібрагімагич дебютував у складі юнацької збірної Данії, загалом на юнацькому рівні взяв участь у 3 іграх.